# Ulwembua pulchra
Ulwembua pulchra är en spindelart som beskrevs av Griswold 1987. Ulwembua pulchra ingår i släktet Ulwembua och familjen Cyatholipidae. Inga underarter finns listade i Catalogue of Life.